# Wagner Lopes
Wagner Lopes (São Paulo, Brasil, 29 de gener de 1969) és un exfutbolista i ara entrenador de futbol brasiler, nacionalitzat japonès. Va disputar 20 partits amb la selecció japonesa.